# Atitalaquia
Atitalaquia es una localidad mexicana, cabecera del municipio de Atitalaquia en el estado de Hidalgo. Se encuentra conurbada a la zona metropolitana de Tula.

## Toponimia
Atitalaquia es un topónimo náhuatl, viene de 'atl', -agua-, 'talaquia' -entrada- y 'n' -lugar-, "lugar donde se mete el agua" o "resumidero".

## Historia

### Época Prehispánica
Atitalaquia fue fundada en la época prehispánica. Fue habitada por pueblos otomíes, chichimecas, tepanecas y nahuas-toltecas del altiplano central mexicano. Fue sometida por la campaña expansionista de Tula, la capital del Imperio Tolteca hacia inicios del posclásico (hacia el año 1000) por su cercanía al Altēpetl de Tōllān-Xicocotitlan (Tula), y permaneció bajo dominio tolteca hasta mediados del siglo XVI.
En 1164 (año 10-pedernal, mahtlactli tecpatl xihuitl) durante el dominio tolteca, llegaron a este lugar los mexitin en su migración; donde construyeron un teōcalli y se asentaron ahí durante 10 años, resulta el cómputo de la Tira de la Peregrinación (Códice Boturini). A la llegada a este lugar, falleció el segundo cuauhtlahtoani de los mexitin; Acacihtli y le sucede Citlalitzin. Salen de Atitalaquia en 1173 (año 6-casa, chicuace calli xihuitl) hacia Tlemaco. Hacia 1450, fue anexionada a la Ēxcān Tlahtōlōyān junto con Tōllān-Xicocotitlan y Atotonilco; en el gobierno de Moctezuma I en las expansiones hacia Teotlalpan. Pasó a ser una región tributaria de los mexicas de una antigua región que conocían como la Teotlalpan.
Durante este tiempo los habitantes de Atitalaquia vivían en chozas, cerca de los llanos del altiplano. Eran aproximadamente 100 vecinos. Se dedicaban al cultivo del maguey, a su artesanía y al cultivo de la milpa; sin embargo, las formas de vida variaban por la región y el clima. Practicaban el sacrificio ritual. Practicaban varias religiones. Entre ellas, el culto chichimeca, el culto tepaneca, el culto otomí y el culto tolteca.
La educación era completa en los hijos de antiguas familias con títulos nobiliarios, y los macehualtin sólo aprendían el oficio de sus padres. A manera de región conquistada no autónoma gobernada por el sistema de tributo (1450-1521). Los guerreros eran entrenados para atacar a distancia con el arco y la flecha, como en la tradición militar chichimeca. También, se entrenaban para el ataque cuerpo a cuerpo con chimalli, tecpatl y macuahuitl.
Los macehuales varones, usaban un maxtlal de algodón. Las mujeres macehuales, usaban un huipil bordados en hilos de maguey, algodón o henequén. Su alimentación se basaba en los cultivos de la milpa (Chile, maíz, frijol y calabaza); con otras semillas. Consumían también gallos de tierra, sapos, culebras, ratones, lagartijas, langostas, gusanos y otros insectos. Cazaban venados, liebres y conejos. No cazaban aves.

### colonial
Atitalaquia es una de las tempranas conquistas españolas del altiplano, pues para 1530, España ya se había posesionado de dicho territorio.   En 1540 Atitalaquia y sus estancias pasaron a formar parte Tetepango. 

### sigloXIX
En 1869 Atitalaquia adquirió su categoría de cabecera municipal.

### sigloXX
De acuerdo con los datos del Archivo histórico de localidades geoestadísticas del Instituto Nacional de Estadística y Geografía, los barrios de El Dendhó y El Tablón, se conurban a la ciudad en el censo de 1990.

## Geografía
Se encuentra ubicado a 71 kilómetros de Pachuca de Soto, en el Valle del Mezquital. Le corresponden las coordenadas geográficas 20°3′32.957″ de latitud norte y 99°13′16.063″ de longitud oeste, con una altitud de 2085 m s. n. m. Cuenta con un clima semiseco templado; con una temperatura media anual de 16.50 °C y una precipitación pluvial anual de 947 milímetros
En cuanto a fisiografía se encuentra en la provincia del Eje Neovolcánico, dentro de la subprovincia de Llanuras y Sierras de Querétaro e Hidalgo; su terreno es de llanura y lomerío. En lo que respecta a la hidrología se encuentra posicionado en la región del Pánuco, dentro de la cuenca el río Moctezuma, y la subcuenca del río Salado.

## Demografía
De acuerdo con el Censo de Población y Vivienda 2020 del INEGI; la localidad tiene una población de 6924 habitantes, lo que representa el 21.96 % de la población municipal. De los cuales 3340 son hombres y 3584 son mujeres; con una relación de 93.19 hombres por 100 mujeres.
Las personas que hablan alguna lengua indígena, es de 25 personas, alrededor del 0.36 % de la población de la ciudad. En la ciudad hay 143 personas que se consideran afromexicanos o afrodescendientes, alrededor de 2.07 % de la población de la ciudad.
De acuerdo con datos del censo INEGI 2020, unas 5883 declaran practicar la religión católica; unas 388 personas declararon profesar una religión protestante o cristiano evangélico; 12 personas declararon otra religión; y unas 636 personas que declararon no tener religión o no estar adscritas en alguna, pero ser creyentes.
| Gráfica de evolución demográfica de Atitalaquia entre 1900 y 2020 |
|                                                                   |
| Población registrada por los censos y conteos del INEGI.          |

## Economía
La localidad tiene un grado de marginación muy bajo y un grado de rezago social muy bajo.